# Гипергидроз
Гипергидро́з (др.-греч. ὑπερ- — чрезмерно + др.-греч. ἱδρώς — пот) — функциональное нарушение системы потоотделения, при котором человек обильно потеет. Избыточное потоотделение может быть как реакцией на внешние раздражители, так и следствием болезни.

## Этиология
Различают общий и локализованный гипергидроз:
- общий гипергидроз наблюдается при воздействии высокой температуры окружающей среды, физических и эмоциональных напряжениях (физиологический гипергидроз), а также при ряде болезней (туберкулёз, поражения нервной системы, резком падении уровня глюкозы в сыворотке крови) и действии некоторых препаратов (антидепрессантов, серотонинергических, адренергических, холиномиметиков и ингибиторов АХЭ). Локализуется общий гипергидроз по всем областям расположения потовых желез в совокупности;
- Наиболее частые формы локализованного гипергидроза — подмышечные впадины, ладони, область лица, подошвы и гипергидроз крупных складок[1].Также является результатом несоблюдения личной гигиены, плоскостопия, использования тесной, резиновой обуви, одежды из синтетических тканей и т. д.[2][3]

Гипергидроз создаёт условия для развития грибковой и гноеродной флоры в результате мацерации (размягчения и набухания) кожи и изменения её кислотности.

## Клиническая картина
Гипергидроз может сопровождаться неприятным запахом, пот часто обладает окрашивающими свойствами, доставляя больному неприятные ощущения. Диагноз устанавливается на основании жалоб и данных объективного осмотра.

## Причины
Дисфункция малых нервных волокон имеется при многих патологиях, к примеру, при диабетической периферической нейропатии достоверно снижается плотность
нервных волокон, что приводит к аномалиям потоотделения (ангидрозу, гипергидрозу и густаторной потливости). Активность потовых желез также является показателем уровня психического напряжения. Нарушения потоотделения могут быть при болезни Альцгеймера, хронической сердечной недостаточности, ревматоидном артрите и тиреотоксикозе.
Для выявления причин необходимо исключить целый ряд заболеваний неврологической и соматической природы, вызывающих вторичный гипергидроз (полиневропатии, феномен Рейно, сирингомиелию, эритромелалгию, головную боль, аурикулотемпорэльный синдром Л. Фрей, синдром барабанной струны, наследственный аксиллярный гипергидроз). Также у больных эссенциальным гипергидрозом отмечается как увеличение количества потовых желез, так и повышение их реактивности на обычные стимулы.

## Исследования
Активность потовых желез можно исследовать с помощью метода динамической инфракрасной термографии.

## Способы устранения

### Способы коррекции
Традиционные схемы коррекции гипергидроза включают в себя местное применение солей алюминия (гексохлоргидрат алюминия) в качестве косметических антиперспирантов, ионофорез или прием пероральных антихолинергических препаратов таких, как гликопирролат.

#### Нанесение аптечного дезодоранта
Дезодоранты категории «масс маркет» применяются для маскировки, ослабления или устранения неприятных запахов, антиперспиранты для уменьшения потовыделения. Однако в случае повышенного потоотделения требуется применение специальных аптечных дезодорантов с доказанной эффективностью. Исследованием доказана эффективность дезодоранта с применением Aluminum Chloride (хлорида алюминия) в своём составе («Dry RU», «Dry Dry» и прочие).

#### Пероральные препараты
Использование пероральных антихолинергических препаратов вызывает появление нежелательных побочных эффектов таких, как нечеткость зрения, сухость во рту, и характеризуется ограниченной эффективностью в отношении потоотделения.

#### Местное применение
Антихолинергический препарат софпирония бромид был одобрен для местного лечения первичного подмышечного гипергидроза.

#### Инъекции ботулотоксина
Процедура легковыполнима и абсолютно безопасна. Проводят внутрикожную инъекцию инсулиновым шприцем препаратом ботулотоксина в области локализации потовых желёз (подмышечные впадины, ладони, стопы). Для проведения процедуры на ладонях и стопах необходима проводниковая анестезия 1 % раствором лидокаина. Для определения площади локального гипергидроза и интенсивности потоотделения проводят пробу Минора. Вследствие инъекций развивается блокада постганглионарных симпатических нервов. Как правило, эффект наступает в первые 2 дня после инъекции и сохраняется в течение 6-12 месяцев.

#### Ионофорез
Ионофорез —  способ лечения повышенного потоотделения ладоней, стоп или подмышечных впадин. Постоянный или импульсный ток осуществляет проникновение ионов через кожу без её повреждения и оказывает благоприятное действие. После использования ионофореза потоотделение существенно снижается.

### Хирургическое вмешательство
В целом все хирургические методы показали недостаточную степень эффективности, так же, как и возможности развития компенсаторного гипергидроза до 64 % случаев.

#### Грудная симпатэктомия
Грудную симпатэктомию проводят под общим обезболиванием, хирург делает небольшой прокол в грудной клетке в области подмышки. В полость вводится тонкая трубка, на конце которой располагается микровидеокамера. Затем через такие же два прокола, примерно по 0,5 см, хирург вводит инструменты. Наблюдая за их продвижением на экране монитора, врач находит симпатический ствол и на нужном уровне пересекает его током высокой частоты. В первые месяцы после операции возможно возникновение компенсаторного гипергидроза — повышенной потливости других зон тела. Процедура грудной симпатэктомии полностью отключает потоотделение в подмышечных впадинах и на руках, что может привести к сухости кожи и другим побочным эффектам.
Симпатэктомия имеет такие осложнения, как синдром Горнера, пневмоторакс и повреждение двигательных нервов, проявляющийся ограничением подвижности верхней конечности [16].

#### Кюретаж
Применяется канюли для люпосакции для выскабливания под поверхностным слоем кожи подмышечной области, где в основном находятся эккриновые потовые железы [7, 12-15].

### Прочее
Система MiraDry показана для лечения первичного подмышечного гипергидроза. Согласно законам США, она может продаваться как предикативное устройство и утверждения заявки на предварительное одобрение FDA не требуется.